# Ivars d'Urgell
Ibars de Urgel, tiếng Catalán và chính thức Ivars d'Urgell là một đô thị trong tỉnh Lleida, cộng đồng tự trị Cataluña Tây Ban Nha. Đô thị Ivars d'Urgell có diện tích là 24,3 ki-lô-mét vuông, dân số năm 2009 là 1716 người với mật độ 70,62 người/km². Đô thị Ivars d'Urgell có cự ly km so với tỉnh lỵ Lleida.